# Xingar
El xingar és una recepta important de la culinària tradicional dels bascos. És igualment molt present a la província basco-francesa de Bearn; es parlarà llavors de « shinagarra », en femení. Es tracta de fins talls de carn de porc conservada en salaó. El xingar pot ser tallat en el pernil, o en llard dolç (greix de la cansalada). És consumit fregit a la paella. Es pot igualment consumir-lo tallat en greixons, o bé en sopa o piperrada.
És un producte provinent del porc sacrificat a l'hivern a les cases, en ocasió de la urde hiltzea o pelèra (matança del porc en basc i gascó, respectivament). Té un paper important en l'economia familiar.
L'arroltze ta xingar (ou i « shinegarra »), l'original bacon and eggs dels bascos, és freqüentment consumit com a askari. El talo ta xingar (talo amb cansalada) és l'entrepà calent de les festes populars basques. El xingar pot igualment acompanyar la piperrada.